# Northrop Grumman Ship Systems

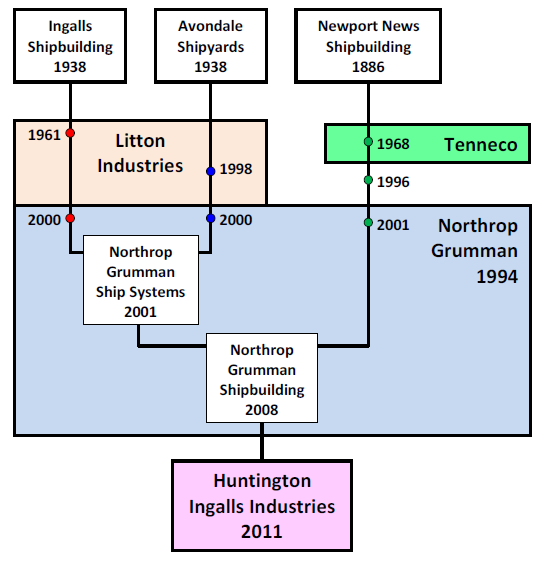
История слияний

Northrop Grumman Ship Systems (NGSS) — до 2008 года одно из  судостроительных подразделений компании Northrop Grumman. Образовалось в результате слияния Ingalls Shipbuilding и Avondale Shipyard. В 2008 году объединено с другим подразделением Northrop Grumman Newport News в единое кораблестроительное подразделение Northrop Grumman Shipbuilding.

## Подразделения
Штаб-квартира NGSS находилась в Паскагуле, шт. Миссисипи. NGSS принадлежали следующие предприятия на территории США:
- Ingalls Shipbuilding, Паскагула, шт. Миссисипи (Surface Combatants, Amphibs, Coast Guard large cutters)
- Нью-Орлеан, шт. Луизиана (Amphibs, Auxiliaries)
- Галфпорт, шт. Миссисипи (Composite R&D, Composite Components)
- Таллула[англ.], шт. Луизиана (Components & Subassemblies)

## Программы
- Постройка десантных транспортов-доков типа «Сан-Антонио».
- Ремонт эсминца DDG-67 «Коул», получившего повреждения в результате террористического акта в Аденском заливе (Йемен).
- Постройка трёх израильских корветов типа «Саар-5» по проекту заказчика
  - Eilat (1993);
  - Lahav (1993);
  - Hanit (1994).